# Обязательство
Обяза́тельство — в широком смысле, это нужда в исполнении долга, спровоцированная внутренними или внешними обстоятельствами.
В юридическом смысле, это относительное гражданское правоотношение, в силу которого одна сторона (должник) обязана совершить в пользу другой стороны (кредитора) определённые действия или воздержаться от определённых действий. Такими действиями могут являться: передача определённого имущества, выполнение работы, оказание услуг, уплата денег, а также другие действия. Кредитор, в пользу которого должно быть совершено такое действие, имеет право требовать от должника исполнения его обязанности.
Обязательства в этом смысле следует отличать от правовых обязанностей, которые предусмотрены законом для всех лиц. Каждому праву лица соответствует всегда обязательство (обязанность, наложенная законом) других лиц уважать это право, не вторгаться в его сферу, а в случае такого вторжения — отвечать по специальным постановлениям об этих правах, а также о деликтах.

## Основания возникновения обязательства
Обязательства возникают из договоров, односторонних сделок, актов причинения вреда, неосновательного обогащения, распространения заведомо ложных сведений и по другим основаниям (издание актов государственных органов, судебные решения, наступление событий, с которыми закон связывает определённые последствия, создание произведений науки, искусства и т. д.).
Особым случаем является возникновение обязательств в результате одностороннего обещания. Наиболее частый случай такого рода — обещание награды за совершение тех или других действий. Одностороннее обещание, как источник обязательства, следует отличать от оферты.

## Субъекты обязательства

### Стороны
Сторонами обязательства являются кредитор и должник.
- Должник — лицо, которое обязано совершить в пользу другого лица или лиц (кредиторов) определённое действие или воздержаться от его выполнения.Если должник не совершит свои обязательства,то он подвергается судебному наказанию.
- Кредитор — лицо, в пользу которого исполняется обязательство.

В качестве одной из сторон обязательства может выступать одно или несколько лиц. Обязательство не создаёт обязанностей для лиц, не участвующих в нём в качестве сторон, то есть для третьих лиц, однако в случаях, предусмотренных законом, соглашением сторон или какими-либо иными правовыми актами, обязательство может создавать для третьих лиц права в отношении одной или обеих сторон обязательства.

### Обязательства с участием третьих лиц
С основными субъектами обязательства (с кредитором или с должником либо с обоими одновременно) могут быть связаны правоотношениями третьи лица, обычно не являющиеся в этом обязательстве ни должниками, ни кредиторами. Обязательства с участием третьих лиц составляют особую разновидность обязательств с точки зрения их субъектного и(или) объективного состава.
К ним относятся:
- регрессные и(или) прогрессивные обязательства (по переложению исполненного долга на третье лицо);
- обязательства в пользу третьего лица (а не кредитора и(или) должника);
- обязательства, исполняемые (за должников и(или) кредиторов) третьими лицами.

Обязательства с участием третьих лиц классифицируются следующим образом:
- Обязательство в пользу третьего лица — обязательство, в котором контрагенты создают право для третьего лица, третье лицо, обладая правом, может осуществить его самостоятельно, но если третье лицо откажется от осуществления этого права, первоначальный кредитор по общему правилу может осуществить его сам.
- Обязательства с исполнением — третьему лицу, в данном случае третье лицо не приобретает право требования исполнения обязательства от должника, однако такое исполнение, будучи надлежащим, прекращает обязательство между должником и кредитором.
- Возложение исполнения обязательства на третье лицо, иногда кредитору безразлично, кто исполнит ему обязательство, например, уплатит деньги, в этом случае должник может переложить исполнение обязательства на третье лицо, а кредитор будет обязан принять такое исполнение, в некоторых случаях третье лицо может исполнить обязательство по собственной инициативе.

## Классификация обязательств
В зависимости от основания возникновения, все обязательства делятся на:
1. договорные и внедоговорные. Договорные обязательства возникают на основе заключённого договора, и их условия определяются как законом, так и соглашением сторон. Внедоговорные обязательства могут иметь своим основанием различные юридические факты.
а) по передаче имущества:

— в зависимости от того передаётся ли имущество в собственность (как в случаях с хозяйственным ведением и оперативным управлением), делится на возмездные (купля-продажа, рента, мена, поставка) и безвозмездные (дарение)

— если имущество передаётся в пользование, также возмездные (аренда, лизинг, наём) и безвозмездные (ссуды)

б) связанные с выполнением работ (подряд, выполнение НИОКР)

в) оказание услуг (страхование, лизинг, кредитные обязательства, факторинг, коммерческая концессия (франчайзинг))
2. по соотношению прав и обязанностей
- односторонние
- взаимные

3. по иерархии обязательств
- Главные (возврат кредита)
- Зависимые (залоговые)

4. по числу участников
5. по характеру обязательств
- простые (должник имеет только обязательства, кредитор только права — заём, деликтные обязательства)
- сложные (у каждого участника есть права и обязанности)

6. по характеру исполнения
- императивные (нужно исполнить только определённые действия)
- альтернативные (есть выбор, какие обязанности выполнять)
- факультативные (когда наряду с основной обязанностью нужно исполнить и дополнительную)[3]

Также можно выделить следующие виды обязательств:
- абстрактные («обещаю уплатить сто рублей») и конкретные («обещаю уплатить сто рублей за переданную мне вещь») обязательства;
- долевые и совокупные обязательства. При долевом обязательстве несколько должников обещают уплатить одному кредитору определённую сумму, разделив её по частям между собой. В совокупном (корреальном) обязательстве несколько должников обещают одному кредитору (или наоборот) одно и то же действие или сумму денег, причём уплата всей суммы одним погашает и обязательство всех остальных должников.
- генерические обязательства. Это такие обязательства, предмет которых определяется не индивидуально, а по роду (genus). Таким предметом бывают обычно так называемые заменимые вещи, то есть вещи, определяемые счётом, мерой или весом: столько-то штук кирпича, столько-то тонн муки и т. д.

Наконец, обязательства можно разделить на исковые (юридические) и естественные. Исковые (юридические) обязательства дают кредитору право на судебную защиту. Естественные (натуральные) обязательства — это обязательства, основание которых считается недостаточным для оказания им судебной защиты, или те, у которых оно уже юридически исчезло.

## Обеспечение обязательства
Обеспечение обязательства — юридические меры, имеющие своей целью снижение вероятности неудовлетворения интересов кредитора как стороны обязательства.
В соответствии с гражданским законодательством выделяют следующие способы обеспечения исполнения обязательств:
- акцессо́рные (дополнительные):
  - залог;
  - поручительство;
  - задаток;
  - удержание;
  - неустойка;
- неакцессо́рный (существующий независимо от основного обязательства) — независимая гарантия.

Неустойка, хоть и является дополнительной санкцией, а также неотъемлемой частью основного обязательства, в российском гражданском праве традиционно признаётся одним из способов обеспечения исполнения обязательств. Неустойка, функционально не являясь обеспечением обязательства по отношению к денежному обязательству, выраженному в той же валюте, что и неустойка тем не менее является обеспечением обязательства, носящим неденежный характер.
В юридическом конструировании возможно создание конструкций, которые удовлетворяют функциональному требованию обеспечения обязательства как снижение вероятности неудовлетворения интересов кредитора, но тем не менее не предусмотрены законодательством. Такие конструкции возможны в силу принципа свободы договора.
Обязательство должно быть исполнено надлежащим образом в соответствии с достигнутыми условиями обязательства и в соответствии с требованиями закона. Если же такие требования и условия отсутствуют, то обязательство должно быть исполнено в соответствии с обычаями или иными требованиями, которые обычно предъявляются при исполнении такого обязательства.
Если соглашение об обеспечении исполнения обязательства недействительно, то оно не влечёт недействительности этого обязательства (основного обязательства). Если же недействительно основное обязательство, то оно влечёт недействительность обеспечивающего его обязательства.

## Правовые акты Российской Федерации
- Глава 21 Гражданского кодекса России
- Глава 23 Гражданского кодекса России
- Глава 25 Гражданского кодекса России Архивная копия от 8 июля 2017 на Wayback Machine